# Zinaida Krotovová
Zinaida Ivanovna Krotovová (rusky Зинаида Ивановна Кротова; 1923 – 2008), provdaná Vorobjovová (rusky Воробьёва), byla sovětská rychlobruslařka.
Sovětských rychlobruslařských šampionátů se účastnila od roku 1948, kdy v rámci víceboje absolvovala pouze nejdelší závod na 5000 m. V roce 1949 se celkově umístila na 14. příčce. Největších úspěchů dosáhla v sezóně 1949/1950, kdy na sovětském mistrovství zvítězila a o několik týdnů později získala při své premiérové účasti na světovém šampionátu stříbrnou medaili. Roku 1953 dokončila Mistrovství světa na desátém místě, stejně jako následující rok. Poté ukončila sportovní kariéru.